# Stříbřec
Stříbřec è un comune della Repubblica Ceca facente parte del distretto di Jindřichův Hradec, in Boemia Meridionale.
Dista circa 12 km dalla città di Třeboň, la più importante della zona, compresa nel distretto di Jindřichův Hradec, denominata Třeboňsko e costituita da una vasta regione protetta, caratterizzata dall'alternarsi di foreste di conifere, altipiani, fiumi e grandi stagni.
Come tutte le piccole città della zona, anche Stříbřec presenta peculiarità tipiche: è strutturato con una chiesa in posizione centrale, eretta sulla sponda di uno degli stagni che la bagnano, e le case attorno. E come tutte le piccole città della Boemia Meridionale, anche Stříbřec ha la sua hospoda (che potremmo tradurre col termine di birreria).